# Günther Waldeck-Wildungen
Gunther von Waldeck-Wildungen (ur. 29 czerwca 1557 Wildungen, zm. 23 maja 1585 Wildungen) – od 1577 aż do śmierci hrabia Waldeck-Wildungen.
Był synem księcia Waldeck Samuela i jego żony Anny-Marii Schwarzburg-Blankenburg. Samuel otrzymał od swego ojca Filipa IV jako dzielnicę – miasto Wildungen .
Po śmierci dwóch wujów w 1577 r. Daniela (zm. 7 czerwca 1577) i Henryka IX. (zm. 3 października 1577) otrzymał ich ziemie i został hrabią Waldeck-Wildungen.
Ożenił się 15 grudnia 1578 w Wildungen z Małgorzatą von Waldeck-Landau (ur. 1559), która zmarła w 1580 roku. Jego drugą żoną została Małgorzata von Gleichen (ur. 28 maja 1556, zm. 14 stycznia 1619). Dzięki temu mariażowi ród Waldeck uzyskał prawa dziedziczne do Pyrmont, które przejęli w 1625 roku. Z tego małżeństwa pochodził jego jedyny syn (ur. 8 czerwca 1584 na Starym Zamku w Wildungen) Ernst, który 16 września 1598 zmarł w wieku 14 lat podczas studiów w Tybindze.